# Gadolinium(II)-iodid
Gadolinium(II)-iodid ist eine anorganische chemische Verbindung des Gadoliniums aus der Gruppe der Iodide.

## Gewinnung und Darstellung
Gadolinium(II)-iodid kann durch Reduktion von Gadolinium(III)-iodid mit Gadolinium im Vakuum bei 800 °C bis 900 °C gewonnen werden.
{\displaystyle \mathrm {Gd+2\ GdI_{3}\longrightarrow 3\ GdI_{2}} }
Auch die Darstellung durch Reaktion von Gadolinium mit Quecksilber(II)-iodid ist möglich.
{\displaystyle \mathrm {Gd+HgI_{2}\longrightarrow GdI_{2}+Hg} }

## Eigenschaften
Gadolinium(II)-iodid ist ein undurchsichtig dunkler, in kompakter Form stark glänzender Feststoff von metallähnlichem Aussehen und Charakter. Darin liegt Gadolinium dreiwertig entsprechend Gd3+(I−)2e− vor. Die Verbindung ist äußerst hygroskopisch und kann nur unter sorgfältig getrocknetem Schutzgas oder im Hochvakuum aufbewahrt und gehandhabt werden. An Luft geht sie unter Feuchtigkeitsaufnahme in Hydrate über, die aber instabil sind und sich mehr oder weniger rasch unter Wasserstoff-Entwicklung in Oxidiodide verwandeln. Mit Wasser spielen sich diese Vorgänge noch sehr viel schneller ab. Die Verbindung besitzt eine Kristallstruktur vom 2H-Molybdän(IV)-sulfid-Typ.